# Zieglerschloss

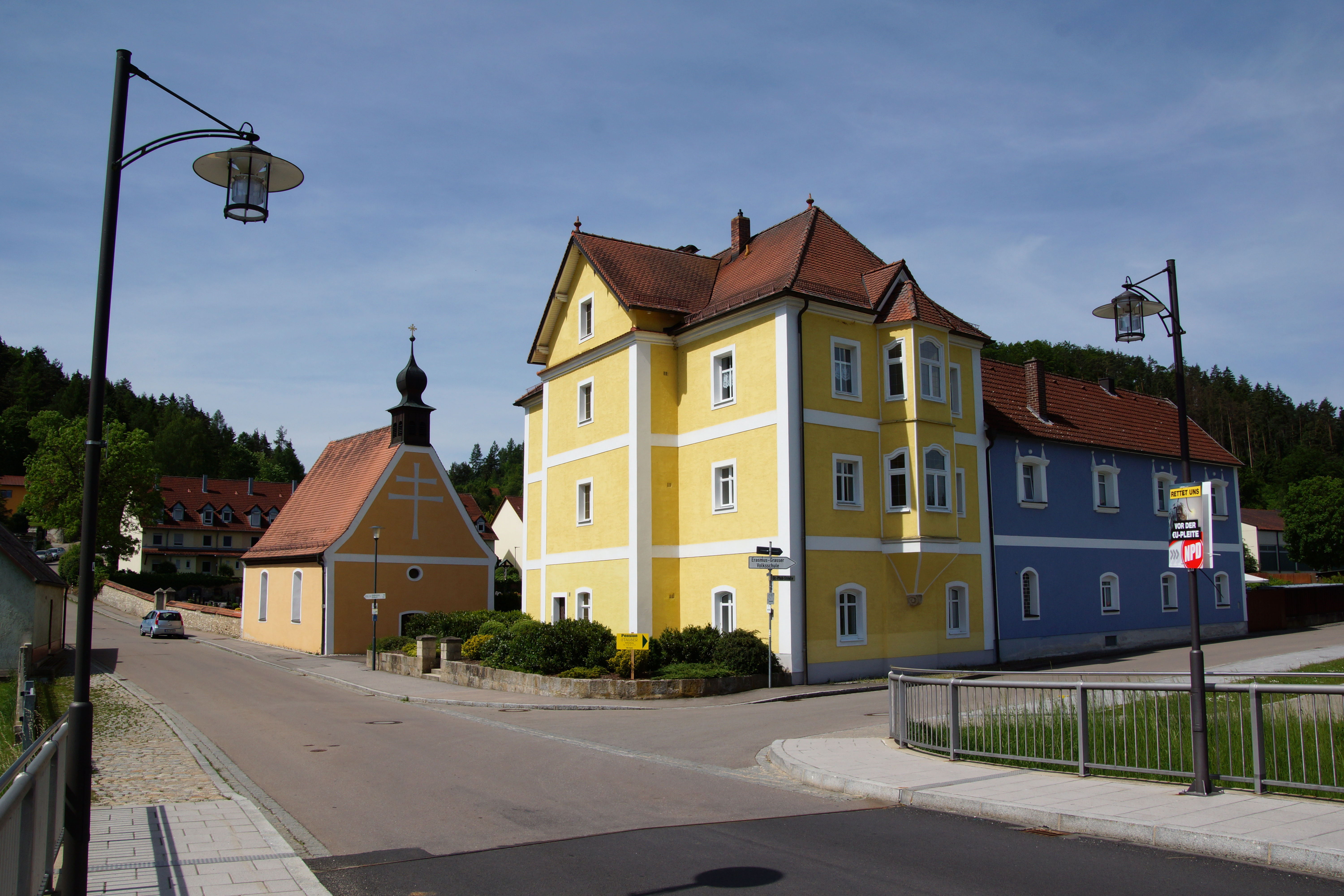
Zieglerschloss in der Mitte, links die Friedhofskirche St. Georg

Das Zieglerschloss steht in der Oberpfälzer Marktgemeinde Schmidmühlen (Kreuzbergstraße 4).

## Geschichte
Das Zieglerschloss war kein adeliger Ansitz, sondern wurde von Josef Georg Felsner, einem Sohn des Ortes Schmidmühlen, 1757 beim Friedhof außerhalb des Marktes im Bereich einer ehemaligen Ziegelei errichtet.

### Lebensgeschichte von Josef Georg Felsner
Die Familie Felsner stammte aus Kastl. Der Ziegler und Großvater des Erbauers des Zieglerschlosses Johann Felsner siedelte im Jahr 1668 von Kastl nach Schmidmühlen über. Grund war seine Verheiratung mit der Schmidmühlener Bierbrauerstochter Anna Johann Kolb. Er starb 1718. Sein Sohn Balthasar (als viertes von acht Kindern 1697 geboren) vermählte sich mit der Bürgerstochter Elisabeth Riedhammer. Dieser Ehe entspross Johann Georg, der spätere Erbauer des Schlosses. Taufpate war der Papiermacher Georg Mittelstraßer von den Vischbachschen Papiermühle.
Die Ziegelei in Schmidmühlen war ursprünglich im gemeindeeigenen Besitz. 1687 verkaufte sie der Markt an Lorenz Hammer von Velburg. Von diesem erwarb 1692 der aus Kastl zugezogene Felsner den Besitz, zu dem anscheinend noch kein Wohnhaus gehörte. Im Kaufbrief ist nämlich die Erlaubnis zum Bau eines solchen erwähnt. 1721 übertrug die Witwe Anna des Johann Felsners die Ziegelhütte mit „Zuhörungen“ ihrem Sohn Balthasar, dem Vater von Johann Georg. Wann der Besitz an diesen kam, ist nicht feststellbar.
Josef Georg Felsner wurde am 17. Dezember 1727 als viertes von sechs Kindern geboren. Im Alter von 16 Jahren verließ es Schmidmühlen, durchwanderte halb Europa, hielt sich aber vor allem in Frankreich auf. Dort erlernte er die Kunst der Schnupftabakdosenfertigung. Diese Dosen waren seinerzeit ein für jedermann unentbehrliches Gerät. Im Jahre 1757, knapp 30-jährig, kehrte er nach Schmidmühlen zurück. Im gleichen Jahr begann er mit dem Bau des Zieglerschlosses, die Baukosten beliefen sich auf beträchtliche 18.000 fl.
Josef Felsner gründete in Schmidmühlen auch eine Fabrik zur Anfertigung von Tabakdosen. Anfangs beschäftigte Felsner ca. 50 Arbeiter, später etwa 20. Die Herstellung der Tabakdosen erfolgte nach einer geheim gehaltenen Methode, die er aus Frankreich mitgebracht hatte. Die Schmidmühlener Produktion entwickelte sich zu einer beachtlichen Konkurrenz für seine französischen Lehrmeister. Das veranlasste einen von diesen, Felsner eine Kiste zukommen zu lassen. Nichts Gutes ahnend ließ er die Sendung durch einen Schlosser am Boden öffnen. Das war sein Glück, denn die Kiste enthielt mehrere geladene Pistolen, die sich beim Öffnen des Deckels entladen hätten.
Das Leben von Josef Felsner in Schmidmühlen war von einer tiefen Feindschaft zwischen ihm und der Marktgemeinde geprägt. Diese eröffnete eine Reihe von Prozessen gegen ihn, seinen Bau und sein Unternehmen. 1796 bereits sprach ein Landgerichtsurteil das Verbot aus, die Schwind- oder Abortgruben seines Neubaus zu benutzen, so dass dieser unbewohnbar wurde. Als Schwindgrube wurden früher Gruben bezeichnet, die trocken ausgemauert und mit einem steinernen oder hölzernen Rahmen versehen waren. Zur Abdeckung legte man Holzbohlen darauf. In diesen sammelte man entweder den Regen oder anderes Wasser, das nicht auf die Straße ausgeleitet werden durfte. Solches Wasser sollte in einer Schwindgrube „schwinden'“ (= versiegen) oder musste ausgeschöpft werden. Fortan wohnte er in der Nähe seine Fabrik im Brunnlett (Haus Nr. 88).
Johann Georg Felsner heiratete 1779 die Bäckerstochter Maria Regina Riedhammer, sie starb bereits 1783 im Kindbett; am 23. Juli 1793 verehelichte er sich mit Margareta Weigl. Wenige Wochen später verstarb Johann Georg Felsner am 7. September 1793 im Alter von 66 Jahren. Felsner hatte 1793 auch eine Dosenfabrik in Amberg errichtet, doch dieses Unternehmen brachte ihn in große finanzielle Schwierigkeiten, von seinem einst ansehnlichen Vermögen war bei seinem Tod nichts mehr vorhanden.

### Weitere Besitzer des Zieglerschlosses

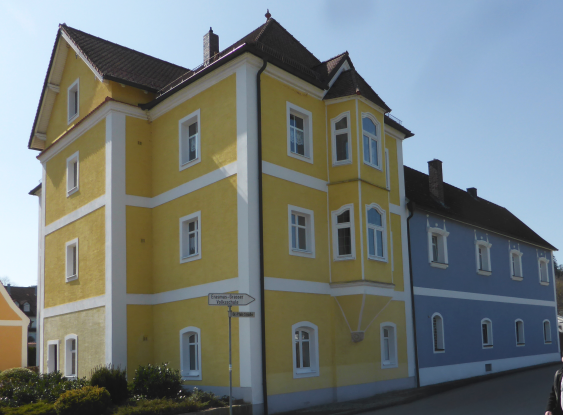
Zieglerschloss Schmidmühlen

Das Zieglerschloss mit Ziegelhütte und Ziegelofen erwarb 1793 Felsners Schwager Leonhard Hofmann. Die Mittel dazu dürfte dieser wohl dadurch gewonnen haben, dass er das Betriebsgeheimnis 1794 an den Lederfabrikanten Fleischmann aus Amberg verkaufte. Der verlegte die Fabrikation dorthin und produzierte 20 Jahre lang jährlich etwa 24.000 Tabakdosen, die er mit Gewinn verkaufte. Das Betriebsgeheimnis war, dass die Tabakdosen einfach aus Papier gefertigt wurden. In den Unterlagen des Fleischmann heißt es, dass er mit sechs bis zehn Personen „Dosen mit französischem Lack“ produzierte und zum Preis von 2 fl. bis 2 fl. 45 kr. verkaufte. D. h. die Dosen wurden aus Papier gefertigt, bemalt und mit Lack überzogen. Die dortige Fabrikation lief mindestens bis 1808. Nach dem Tod seines Dosenmalers J. B. Schmid konnte Fleischmann keinen geeigneten Künstler mehr finden, so dass der Umsatz zurückging und schließlich er den Betrieb einstellen musste.

## Äußeres
Das Gebäude ist ein dreistöckiger Bau. An der Ostseite befindet sich ein durchgängiger Mittelrisalit und an der Nordseite ein Erker, der über zwei Geschosse geht. Das in Gelb gehaltene Gebäude hat weiße Pilaster und Fensterumrahmungen. Es wurde nach dem Vorbild eines französischen Landschlosses erbaut.
Am 26. November 1896 kam es zu einer Brandkatastrophe. Der Bayerische Volksbote berichtete in seiner Ausgabe vom 3. Dezember 1896: „Am 26. des letzten Monats morgens um 5 ½ ist dieses Schloss, eine Zierde des Marktes, ein Raub der Flammen geworden. Dasselbe brannte fast zur gleichen Zeit an allen Ecken und Enden, was die Vermutung einer Brandstiftung großen Raum lässt. Von dem schönen Gebäude blieb nichts mehr stehen als das Mauerwerk.“ Es wurde also Brandstiftung vermutet, aber die Entstehung des Brandes konnte durch die eingeleiteten polizeilichen Ermittlungen nicht geklärt werden.
Das Zieglerschloss wurde wieder aufgebaut und im 20. Jahrhundert mehrfach verändert. Es befindet sich seit mittlerweile vier Generationen im Familienbesitz.